# فائق رستمی
ماموستا فائق رستمی فرزند عبدالقادر فرزند شهيد (زادهٔ ۱۳۲۷ در برده رشه مریوان)، روحانی اهل سنت ایرانی، امام جمعه شهر سنندج و نماینده مجلس خبرگان رهبری از استان کردستان است.
فائق رستمی در نتایج انتخابات مجلس خبرگان رهبری (۱۳۹۴)، با گرایش اعتدال‌گرا و در فهرست خبرگان مردم، در حوزه استان کردستان با کسب ۱۴۲٬۹۵۶ رای از مجموع ۶۲۰٬۴۵۸ رای برابر با ۲۳٫۰۴٪ در جایگاه اول وارد دوره پنجم مجلس خبرگان رهبری شد.
وی از ۲۸ آذر ۱۳۹۸ به‌عنوان امام جمعه شهر سنندج منصوب شد.

## سوابق علمی
تحصیل نزد ماموستا سعید سعدآباد(رهنمون)، شیخ محمد برزنجی، ماموستا محمد افراز و ماموستا عثمان مردوخی، چهل سال سابقه تدریس و از سال 1376 سابقه سخنرانی در مدرسه امام شافعی مستقر در مرکز بزرگ اسلامی مریوان پیرامون مسائل نکاح، طلاق و خانواده. تألیف کتب توضیح المسائل بالآیات و الاحادیث، سراج منبر و المحراب، رساله تنظیم خانواده بارور و اقتصادی، فضیلت مکه و مدینه منوره و رساله حج و فرائض نماز، دارای تخصص در ادبیات عرب و منطق و کلام و اجازه اجتهاد از ماموستا علی خالدی، ماموستا محمد امین عالی و ماموستا سعید یوسفی.

## مسؤولیتها و سوابق اجرایی
امام جمعه موقت مریوان، رئیس مجمع بسیج شهرستان مریوان،عضو عالی مجمع جهانی تقریب،  عضو اصلی شورای حل اختلاف در زمینه حصرالوراثة.نماینده دوره پنجم مجلس خبرگان رهبری.